# موشح أندلسي
اَلْمُوَشَّحَاتُ اَلْأَنْدَلُسِيَّةُ نشأتْ في الأَندَلُس، أواخرَ القرن الثالث الهجري (التاسع الميلادي) في حكم الأمير عبد الله بن محمد،  فازدهرت في هذه السنين الموسيقىٰ، وشاع الغناء، وقَوِيَ احتكاك العنصر العربي بالعنصر الإسباني. فنشأت الموشحات لحاجة فنية أولاً، ولظاهرة اجتماعية ثانيًا. أما استجابتُها لحاجة فنية، فبيانه أن الأندلسيين كانوا قد أُولِعوا بالموسيقى، وكَلِفُوا بالغناء، منذ أن قدم عليهم زِريابُ، وأشاع فيهم فَنَّهُ. والموسيقى والغناء إذا ازدهرا وكان لازدهارهما تأثير في الشعر. وقد اتخذ هذا التأثير تأثيرًا خاصًّا في الحِجاز والعراق حين ازدهر فيهما الغناء والموسيقى في العصر الأموي ثم العباسي. واتخذ هذا التأثير تأثيرًا مغايرًا في الأندلس حين ازدهر فيها الغناء والموسيقى في المُدَّة التي نسوق عنها الحديث. فيظهر أن الأندلسيين أحَسُّوا تخلفَ القصيدة الموحدة، إزاء الألحان المنوعة، وشَعَروا بجمود الشعر في ماضيه التقليدي الصارم، أمام النغم في حاضره التجديدي المرن. وأصبحت الحاجة ماسة إلى لون من الشعر الجديد، يواكب الموسيقى والغناء في تنوعها واختلاف ألحانها. ومن هنا ظهر هذا الفن الشعري الغنائي الذي تنوَّعت فيه الأوزان وتعدَّدت القوافي، الذي تعد الموسيقى أساسًا من أسسه، فهو ينظم ابتداء للتلحين والغناء.
وأما نشأة الموشحات بمجيئها لظاهرة اجتماعية، فبيانه أن العرب امتزجوا بالإسبان، وألفوا شعبًا جديدًا فيه عروبة، وفيه إسبانية، وكان من مظاهر هذا الامتزاج، أن عرف الشعب الأندلسي العامية اللاتينية «رومانثي» كما عرف العامية العربية؛ أي أنه كان هناك ازدواج لغوي نتيجة للازدواج العنصري.
وكان لا بد أن ينشأ أدب يمثل تلك الثنائية اللغوية، فكانت الموشحات. فمن المقرر أن الموشحات كانت منذ نشأتها إلى ما بعد ذلك بقرون تنظم بالعربية الفصحى، إلا الفِقرةَ الأخيرة منها، وهي الخَرْجة، فقد اعتمدت على عامية الأندلس. ومعروف أن تلك العامية كانت هي عامية العربية المستعملة لألفاظ من عامية اللاتينية. وفي ذلك يقول ابْن بَسَّامٍ، في حديثه عن مخترِع الموشحات (مُقَدَّمِ بْنِ مُعافَى القَبْرِيِّ) إنه: «كان يأخذ اللفظ العامي والعَجَمي ويسميه: المَركَز، ويصنع عليه الموشحة». فكأن للموشحات جانبَين: جانبًا موسيقيًّا: في تنويع الوزن والقافية، وجاء لحاجة الأندلس الفنية حين شاعت الموسيقى والغناء، وجانبًا لُغَوِيًّا: في أن تكون الموشحة فصيحة في فِقراتها العامية وفي خَرْجَتها، وجاء للثنائية اللُّغَوية المسببة عن الثنائية العنصرية.

## الموشح
التوشيح فن شعري مستحدث، يختلف عن ضروب الشعر الغنائي العربي في أمور عدة، وذلك بالتزامه بقواعد معينة في التقنية، وباستعماله اللغة الدارجة أو الأعجمية في خَرْجَته، ثم باتصاله القوي بالغناء. ومن الملفت ان المصادر التي تناولت تاريخ الأدب العربي لم يُقدم تعريفا شاملا للموشح، واكتفت بالإشارة إليه إشارة عابرة، حتى ان البعض منها تحاشى تناوله معتذرا عن ذلك لأسباب مختلفة. فابن بسام الشنتريني، لا يذكر عن هذا الفن إلا عبارات متناثرة، أوردها في كتابه «الذخيرة في محاسن أهل الجزيرة»، وأشار إلى أنه لن يتعرض للموشحات لأن أوزانها خارجة عن غرض الديوان، لا أكثر على غير أعاريض أشعار العرب. أما ابن سناء الملك فيقول: «الموشح كلام منظوم على وزن مخصوص».
موشح أو موشحة أو توشيح، وتجمع على موشحات أو تواشيح من وشح بمعنى زين أو حسن أو رصع.
والوشاح: كله حلي النساء.
يقول صاحب لسان العرب نقلاً عن الجوهري في صحاحه: (الوشاح يُنسج من أديمٍ عريض ويُرصّع بالجواهر، وتشده المرأة بين عاتقيها وكشحيها).
المراد بالعاتق: مابين العنق والكتف، وبالكشح: الخاصرة التي يدور الحزام حولها.
ولعل هذا النوع من الوشاح مما كان يتخذه أهل البوادي، فينسجون أديماً عريضاً من سيور رفيعة، ثم يرصّعونه بالجواهر المختلفة الأقدار والألوان على نسب خاصة، ثم تشده المرأة في الأعراس ونحوها بين عاتقيها وكشيحها بصيغة التثنية أي أنها تتخذ وشاحين، وربما فعله بعض النسوة مبالغة في الزينة أو تظاهراً بالغنى والثراء.
ويقول الأستاذ مصطفى السقا في كتابه المختار من الموشحات تعليقاً على السطور السابقة: (هذا أصل معنى الموشحات كما جاء في معاجم اللغة، وقد توسع العرب في الكلمة، فأطلقوها مجازاً على أشياء منها القوس فتكون في وضعها على الكتف أشبه بالوشاح، ومنها الثوب يلتف به صاحبه كما كما يوضع الوشاح بين العاتق والكشح، ومنها السيف سموه وشاحاً على التشبيه به لأن صاحبه يتوشح بحمائل سيفه فتقع الحمائل على عاتقه الأيسر ويكون الأيمن مكشوفاً، وربما يُسمى السيف وشاحة ـ بالتاءـ أيضا كما يُقال إزار وإزارة، وقد يُسمى الكشح وشاحاً لأن الوشاح يُعقد عند الكشح يُقال امرأة غرثى الوشاح إذا كانت هيفاء.

## سبب تسميتها بالموشحات
سمي موشحاً لأناقته وتنميقه تشبيهاً له بوشاح المرأة. إن الموشحات الشعرية إنما سميت بذلك لأن تعدد قوافيها على نظام خاص جعل لها جرساً موسيقياً لذيذاً ونغماً حلواً تتقبله الأسماع، وترتاح له النفوس، وقد قامت القوافي فيها مقام الترصيع بالجواهر واللآلئ في الوشح فلذلك أطلق عليها (الموشحات) أي الأشعار المزينة بالقوافي والأجزاء الخاصة، ومفردها موشح ينظم فمعناها منظومة موشحة أي مزينة؛ ولذا لا يقال قصيدة موشحة لأن لفظ القصيدة خاص بأشعار العرب المنظومة في البحور الستة عشر كما جاءت في علم العروض.

## تعريف الموشح
- ذكر المؤرخون والباحثون تعاريف عديدة للموشح منهم:

1- ابن خلدون (تولد سنة 808 هـ المصادف 1388م) الذي عرف الموشح:
(… وأما أهل الأندلس فلما كثر الشعر في قطرهم، وتهذبت مناحيه وفنونه، وبلغ التنسيق الغاية استحدث المتأخرون منهم فنا سموه الموشح ينظمونه أسماطا اسماطا، أغصانا أغصانا، يكثرون من اعاريضها المختلفة، ويسمون المتعدد منها بيتا واحدا ويلتزمون عند قوافي تلك الأغصان.

2- ابن سناء الملك (تولد سنة 550 هـ): الموشح كلام منظوم على وزن مخصوص.
- ومن المحدثين

3- حنا الفاخوري الذي يعرف الموشح (قصيدة شعرية موضوعة للغناء).

4- الأديب المغربي محمد بن تاوبت (هو فن مستحدث من فنون الشعر العربي في هيكل من القصيدة، لا يسير في موسيقاه على النهج الشعري التقليدي الملتزم لوحدة الوزن ورتوب القافية وانما يعتمد على منهج تجديدي متحرر فيه ثورة على الأساليب المرعية في النظم بحيث يتغير الوزن وتتعدد القافية).
5- د. رضا محسن القريشي: (الموشح ضرب من ضروب الشعر تتعدد قوافيه وأوزانه تبعا لرغبة ناظمه، ويعد ثورة على الشعر المقفى التقليدي الذي يخضع لقيدي الوزن الواحد والقافية الواحدة).
الموشح فن شعري مستحدث يختلف عن ضروب الشعر الغنائي العربي في أمور عدة وذلك للاتزامه بقواعد معينة في التقنية وبخروجه غالبا على الأعاريض الخليلية وباستعمال اللغة الدارجة أو العجمية في خرجته.
و الموشح كلام منظوم على وزن مخصوص

ومن خلال الدراسة لهذه التعاريف تجد أنهم أجمعوا على أن الموشح لا يخرج عن كونه نوعا من النظم وان فنه من فنون الشعر العربي. والموشح مشتق من كلمة وشح أي زين، وسميت بالموشحات لما فيها من تزيين وتنميق.

بعض شعراء الموشحات
أبو حسن علي الضرير المعروف بالحصري وله قصائد عديدة من بينها (يا ليل الصب) وقد كان من شعراء المعتمد بن عباد ومات في طنجة'

## نشأة الموشحات
كثرت آراء القدامى والمحدثين حول تاريخ ومكان نشأة الموشحات فمنهم من يحدد تاريخها إلى أواخر القرن التاسع واخرون في نهاية القرن العاشر واخرون في أوائل القرن الحادي عشر. أما منشأه فهناك عدة نظريات نوجزها بما يلي:

أولا 

إن اغلب الباحثين من المستشرقين (مينيندز بيلينو، ريبيرا، جب، بروكلمان، بنكل، وغيرهم) والعرب (يوسف اسعد، بطرس البستاني، د. عبد العزيز ألاهواني وحنا الفاخوري وغيرهم ...) بأن فن التوشح انتقل إلى الأدب العربي من خلال الأغاني الشعبية الإسبانية (الفلامنكو) والبروفنسانية اللاتينية التي كانت تعرف بالرومانسية من خلال جماعة الرواة والمغنين المعروفين في فرنسا بالتروبادور وجنكلر من العصر الوسيط (القرن السابع والقرن الثامن الميلادي)اشتهروا في غالية وإسبانيا إذ كانوا يطوفون البلاد متنقلين من قصر إلى قصر يقصدون الامراء في المواسم والاعياد، يتغنون باناشيدهم الغرامية وقصص الفروسية في مقاطع غير محكمة الوزن ولا تلتزم فيها القوافي التزاما . اما الأساس الذي يستندون إليه في نظريتهم هو:

1- لان قصائدهم (أسوة بالموشحات) كانت مغناة

2- مواضيعها تدور في الغرام والفروسية

3-غير محكمة الوزن ومختلفة القافية

4- وجود جوانب مشتركة بين الموشحات والمنظومات التروبادورية حيث نجد في مقطوعة من المقطوعات التروبادورية جزء يقابل الغصن في الموشحة وجزء يقابل القفل .. ومن نقاط الالتقاء أيضا ان ما يقابل الغصن مع ما يقابل القفل يسمى عند جماعة التروبادور بيتا كما هو الحال عند جماعة الموشحات .

إلا أن هذا الرأي خلق عند البعض رأي معاكس آي دفع بالبعض أمثال المستشرق (ليفي بروفنسال وبنكل وكراتشوفسكي) ومقداد رحيم ومجدي شمس الدين ولا يستبعدوا ان يكون شعراء التروبادور هم الذين تاثروا بالموشحات، حيث كانوا قبل ان يعرفوا فن التوشيح ينشدون منظومات شعرية تتجرد تماما من الوزن والقافية ولا تتضمن من الإيقاع الا اتحاد الحروف الأخيرة ويدعمون نظريتهم بما يلي:

1- إن أول شاعر تروبادوري هو جيوم التاسع أمير بانييه الذي كتب أشعاره بين سنة 1100-1127م أي بعد أقدم الموشحات بأكثر من 200 سنة.

2- ما ذهبنا إليه من التقارب بين الموشحات وأغاني التروبادور كتقابل الأغصان والأقفال .

3- نجد إن هذه الظاهرة غريبة على الشعر الاوربي قبل جماعة التروبادور.

ثانيا: 

والبعض الآخر أمثال ابن بسام، ابن خلدون، أحمد حسن الزيات، طه حسين، مارون عبود، إبراهيم أنيس...وغيرهم يعتقدون أن فن التوشيح هو مشرقي المنشأ أي عربي وينسبونه إلى مقدم بن معافر الفريري من شعراء الأمير عبد الله بن محمد المرواني هو أول من كتب الموشح وكان ذلك في أوائل القرن الحادي عشر الميلادي واخذ عنه أبو عبد الله أحمد بن عبد ربه صاحب كتاب العقد الفريد ويوسف بن هارون وعبادة بن ماء السماء، إلا أنهم لم يظهر لهم ذكر .. ومنهم من يعتقد أن الشاعر العراقي ابن المعتز المتوفي سنة (296هـ – 876م) هو أول من أنشأ هذا الفن بقوله:

| أيها الساقي إليك المشتكي |  | قد دعوناك وان لم تسمع |
| ونديم همت في غرته        |  |                       |
| وشربت الراح من راحته     |  |                       |
| كلما استيقظ من سكرته     |  |                       |

ثالثا: 

البعض منهم وخاصة د. عبد العزيز الاهواني يعتقد بان الموشحات أعجمية لوجود ألفاظ أعجمية أي خرجات أعجمية وهذا ما سينقلنا إلى عدة احتمالات هل هي أندلسية أم فارسية أم سريانية .. من يدرس الموشحات سيجد ان كثير من الوشاحين (وحتى غير الوشاحين امثال ابونواس) يخرجون قصائدهم بابيات لاشهر الشعراء من العرب والاجانب أو الفاض دخيلة إلا أنها قد تكون مالوفة لديهم . حيث روى أبو فرج الاصفهاني (تولد 356هـ - 936م) مقطعة من أربعة ابيات لإبراهيم الموصلي يصف بها خمارا ختمها بالبيت الاتي
فقال (إزل بشينا) حين ودعني وقد لعمرك زلنا عنه بالشين
نجد ان الشاعر استخدم مفردات سريانية كعبارة (ازل بشينا ـ إزل بشينا) بمعنى اذهب بسلامة وكذلك (اّزلنا . زِلنا) بمعنى ذهبنا و (بشينا ـ بالشين) بمعنى بالسلامة .

رابعا:

وآخرون يعتقدون أمثال الأستاذ مقداد رحيم إن الموشحات التي نسمعها اليوم مغناة بشكل جماعي ليست أندلسية في طريقة الغناء والألحان بل هي مشرقية . فهي مزيج من الحان مشرقية والحان أندلسية كنسية . ويعتقد الأستاذ مقداد إن الموشحات كانت في السابق يغنيها شخص واحد مع جوقة تردد بدلا من جوقتين ... كما يعتقد أن الموشحات مرت بثلاث ادوار وما وصلنا منها كانت بالدور الثالث أي متكاملة.

خامسا:

هناك من يذهب أمثال المستشرق فيليكروسا بان الموشحات العربية قد تأثرت بالموشحات العبرية

سادسا: 

أما الأستاذ سلمان علي التكريتي يقول:
ولا نغالي إذا قلنا ان الموسيقى السريانية بواسطة الكنيسة الشرقية قد تمكنت من فرض فنية ترانيمها الشرقية على عموم أوربا عن طريق مدرسة الرها ونصيبين، وان الموسيقى الأندلسية والموشحات الأندلسية هي موسيقى الكنيسة الشرقية التي انطلقت من وادي الرافدين وبلاد الكنعانيين والفينيقين وشبه الجزيرة العربية. ويعتقد الأستاذ سلمان علي بان الموشحات الأندلسية في المشرق العربي (سوريا، العراق، لبنان، الأردن، مصر) قد تأثرت تأثيرا واضحا بايقاعات الغناء الشعبي من ناحية وتأثيرات الموسيقى التركية من ناحية ثانية فافتقدت الموشحات الأندلسية في المشرق العربي ميزتها التراثية الأصلية لكننا نجد العكس في المغرب العربي (تونس، مغرب، جزائر) إذ ان الموشحات الأندلسية صارت هي الأساس الذي يستلهم منه الغناء الشعبي لان الموشحات في الاصل كانت هي الغناء الشعبي والتقليدي في ان واحد والدليل على هذه الاصالة والنقاء هو قربها ومشابهتها لاداء الغناء الكنسي المشرقي الذي ما زال يؤدي على شاكلته على مر القرون ومنذ ظهوره وخلال تطوره باسلوب مار افرام .

سابعا:

إن الموشحات هــــي مشرقيـــة الأصل ذات جذور كنسية سريانية، فهذا الفن وجد في الأدب السرياني قبل أن يوجد عند جماعة التروبادور والجنكر بقرون ويرجع السبب في ظهوره في الأندلس بدلا من العراق وبلاد الشام:

1- كون بغداد والشام هي مركز الخلافة الإسلامية وكان الأدب العربي لايزال يشكل امتدادا لببيئته الصحراوية في الجزيرة وكان تمسك الخلفاء بتراثهم وانشغالهم في الفتوحات أدت إلى عدم تشجيعهم لأي قصيدة تخرج من اطارها التقليدي .

2- أما الأندلس فلبعدها عن المركز وانفتاحهم على مجتمع شاع فيه الترف واللهو والغناء شيوعا عظيما أضعفت سيطرتهم لا بل جذبتهم الطبيعة الأندلسية وجعلتهم ينسون طبيعتهم الصحراوية وأوزانها التقليدية الآمر الذي أدى بالأمراء في الأندلس إلى تشجيع هذا اللون من الشعر . فبدأت حركـــة التحرر في القـرن الحادي عشـــر فأخذ الشعراء العرب يمثلون بيئتهم الجديدة من غير أن يهملــــوا التقليـــد إهمالا تامــا، أمثال الشاعر ابن زيدون وابن عمار والمعتمد بن عباد وغيرهم .

### نشأة الموشحات الأندلسية
عند النظر إلى مصادر دراسة الموشحات تنقسم إلى مجموعتين: مغربية وشرقية 

أما المصادر المغربية (وتتضمن الأندلسية بطبيعة الحال) فأنها تمدنًا أساسًا بقدر وفير من النصوص؛ ولكنها لا تتضمن إلا معلومات ضئيلة عن البناء الفني للموشحات، بالإضافة إلى أن عددًا من المؤلفات الأدبية التاريخية الأندلسية تجاهل هذا الفن تمامًا، أو اكتفى بتقديم إشارة عابرة عنه .

أما كيف انتقل هذا الفن من المدراس السريانية إلى الموشح العربي فيكون:

1- من خلال المدارس والجامعات السريانية في الكنائس والاديرة التي كان يتلقى فيها الكثير من الأدباء والمفكرين العرب علومهم فيها ومن بينها المداريش والسوغيتات، ومن خلال ما نقله المترجمون السريان من الآداب والعلوم السريانية إلى العربية . فتشبعت الاذن العربية بهـــذه التراتيل التي كانت ترتل باستمرار في الكنائس والاديرة بالحان شتى . وكانت بغداد ودمشق زاخرة بشعر عربي أصيل يشكل امتدادا للشعر في الجزيرة ويتطرب بنغمات المدينة الحاضرة، فليس من المستبعد أن تكون بغداد ودمشق قد شقت طريقها نحو التجدد الشعري، وكان محقا من اعتبر بشار بن برد وأبا نواس ومسلم بن الوليد أول دعاة التجديد، في حين كان الشــعر في الأندلس لا يجـرؤ ان يـذرع مثـل هــذه الخطـوات لانشغال العرب هناك بالدفاع عن انفسهم والتفكير بالتوســـع، الا في اواخر عهد الإمارة الأموية في القرن العاشر الميلادي. فليس مستبعدا ان تكون هناك عشرات الموشحات تغنى سرا أو علنا في العراق أو الشام واختفت لعدم تشجيعها من قبل الخلفاء.

2- عندما دخلت الجيوش العربية الإسلامية بلاد الأندلس واستقرت هناك كان من بينهم أو من بين الذين توافدوا إليها لاحقا الكثير من الأدباء الذين تلقوا علومهم في المدارس السريانية في العراق أو بلاد الشام فنقلوا معهم اشعارهم وافكارهم التجددية في الشعر، فعندما سنحت لهم الفرصة اظهروها هناك .حيث كانت العلاقات وثيقة بين طرفي العالم العربي، والرحالة الكثيرون يذهبون إلى الشرق للتزود بعلمه وياتون إلى الأندلس طلبا للرزق أو الشهرة . فوفد زرياب (تلميذ اسحق الموصلي)إلى الأندلس عام 822 م وكان له اثر بليغ في فن الغناء والموسيقى وجلبت المغنيات من الشرق فحملت معها إلى الأندلس فنها وادبها ومن أشهر هؤلاء المغنيات القيان قمر البغدادية.

3- ومن المحتمل ان يكون هذا الفن قد انتقل إليهم من خلال اليهود القاطنين في بلاد الأندلس (كما يقول المستشرق فيليكروسا) الذي انتقل إليهم هذا الفن من الأدب السرياني حيث استمدوا (اليهود) الكثير من ادابهم وعلومهم من السريان كما يقول بذلك الباحث إسرائيل ابراهام . ومن الأسباب التي دعتني إلى ذلك :

1- ان الجيوش الإسلامية احتلت بلاد الأندلس سنة 711م ودامت الدولة الإسلامية هناك حتى سنة 1492 في حين ان أقدم الموشحات ظهرت فـــي القرن العاشر أو الحادي عشر . في حين كان احتكاك المفكرين والأدباء العرب في المشرق منذ القرن السابع الميلادي حين نزلوا إلى ساحات العمل في التأليف والترجمة جنبا إلى جنب اخوانهم السريان .

2- كانت باستطاعة الاذن العربية ان تتقبل اللغة السريانية وادابها والحانها بصورة أسهل بكثير من تقبلها للغة اعجمية بعيدة كل البعد عن لغتها وتراثها .
3-ان ما يجمع من صفات مشتركة بين المدراش السرياني (القرن الثالث الميلادي) والموشحات العربية (القرن الحادي عشر) يجعلنا نؤكد جازمين أن الموشح مشرقي الاصل سرياني المولد . فالمدراش الذي هو عبارة عن منظوم جدلي في قالب شعري يمثل النوع الغنائي من الوزن يمتاز والموشحات بـ :

1- ان ابياتها لاتكون على نمط واحد أي تتساوى عدد مقاطعه حينا وتختلف حينا آخر.

2- ان ابياتها تكون قائمة بذاتها ولا صلة لها بالبيت السابق (أي تاتي مستقلة أي كل بيت في المدراش قائم بذاته) وتفصل هذه الابيات (ويسمى في الموشحات الدور حيث يشتمل على أجزاء تسمى اغصانا تتعدد بتعدد الاغراض) ردة (قفل بالعربية الذي هو عبارة عن بيت واحد أو عدة ابيات من الشعر تبتدئ بها الموشحات وتتكرر ويشترط فيها التزام القافية والوزن والأجزاء وعدد الابيات الشعرية وذات موسيقى واحدة) ترتلها الجوقة بعد كل بيت أو أكثر يقوم فرد بترتيله، أي أن :
- الجوقة الأولى (الشماس في الغالب) ترتل الابيات الطويلة
- الجوقة الثانية ترتل الابيات القصيرة التي تؤلف الردة (التي هي عبارة عن حمدلة أو صلاة ما). ومن شروط هذه الابيات (باستثناء الردة /القفل) ان تكون متشابهة وزنا ونظاما وعدد أجزاء، وباستطاعة الراوي تنويعها .

3- للمداريش انغام شتى وكانت الالحان تتغير بموجب أنواع المداريش فالمونسنيور لامي اكد وجود 75 ضربا من الالحان في الاناشيد الصحيحة أو المنحولة لمار افرام . وتاتي على الاغلب على شكل حوار وكان ذلك سببا دفع البعض بتسمية المداريش بالموشحات، وأول من صنفها هو برديصان (+154م) واسونا (القرن الرابع الميلادي) ومار افرام (+306) ومار اسحق وبالاي و.. . وقد دخلت عليها وعلى الموشحات بعض الفنون في كتابتها. وتفرع من المدراش السوغيت، حيث يستعمل في صياغة الماسي الدينية ويكون على شكل حوار بين منشدين أو جماعتين . فبعد مقدمة مؤلفة من 5-10 أبيات ذات أربعة اشعار من الوزن السباعي (الغالب) تبدا المحاورة بين شخصين أو جوقتين كما في انشودة الميلاد (محاورة بين العذراء والمجوس) وانشودة البشارة (محاورة بين الملاك جبرائيل والعذراء) وهي من قصائد نرساي (399 -503 م).

## تكوين الموشح
يضم الموشح عادة ثلاثة أقسام، دورين وخانة كل منها بلحن مختلف والختام بالخانة الأخيرة غالباً ما يكون قمة اللحن من حيث الاتساع والتنويع مثلما في موشح لما بدا يتثنى وموشح ملا الكاسات، وقد لا تختلف الخانة الأخيرة ويظل اللحن نفسه في جميع مقاطعه كما في موشح يا شادى الألحان، وقد تتعدد أجزاء الموشح لتضم أكثر من مقطع لكل منها شكل وترتيب وتتخذ تسميات مثل المذهب، الغُصْن، البيت، البدن، القُفْل، الخَرْجة.
أما ابن سناء الملك فيقول: (الموشح كلام منظوم على وزن مخصوص وهو يتألف في الأكثر من ستة أقفال وخمسة أبيات ويُقال له التام، وفي الأقل من خمسة أقفال وخمسة أبيات ويُقال له الأقرع، فالتام ما ابتدئ فيه بالأقفال، والأقرع ما ابتدئ فيه بالأبيات).

اما الموشحات فهي تتالف من اسماط (اقفال ـ يقابلها الردة) ومن ابيات تتفرع إلى اغصان (أجزاء ـ يقابلها دعامات) وهي كالاتي :
1- القفل (الاسماط): هو بيت أو عدة ابيات من الشعر تبتدئ بها الموشحات في اغلب الأحيان، وتتكرر قبل كل بيت منها، ويسمى القفل سمطا ويشترط في الاقفال التزام القافية والوزن والأجزاء وعدد الابيات الشعرية . وهكذا تكون كلها في الموشحة ذات موسيقى لفظية وتلحينية واحدة . والقفل لا يكون اقل من جزأين (دعامتين) ويصل إلى ثمانية أجزاء عند البعض وهي قليلة .فمثلا
- القفل المركب من جزاين

شمس قارنت بدرا راح ونديم 7+5 حركات
- القفل المركب من ثلاث أجزاء

حلت يد الأمطار ازرة النوار فياخذني 7+7+5 حركات
- القفل المركب من أربعة أجزاء

ادر لنا اكواب ينسى بها الوجد واستحضر الجلاس كما اقتضى الؤد
7+6+7+7 وهكذا.
2-البيت : هو ما نظم بين القفلين من ابيات شعرية (ويسمى الدور) ويشتمل على أجزاء تسمى اغصانا تتعدد بتعدد الاغراض والمذاهب . وقد يتالف البيت من جزاين أو ثلاثة أجزاء . ومن شروط الابيات ان تكون كلها متشابهة وزنا ونظاما وعدد أجزاء، واما الروي فيحسن تنويعه، ومن عادة الموشح ان يبدا بقفل وينتهي بقفل ويسمى بالتام وعادة يتردد ست مرات . اما إذا تردد خمس مرات (أي لا يبدا بقفل) يسمى بالاقرع .
وقد قسم ابن سناء الملك الموشحات إلى قسمين :
1- ما جاء على اوزان العرب وهي تشبه المدراش السرياني ذو الوزن المتساوي

2- الخالية من العروض كما يقول : (اردت ان أقيم لها عروضا يكون دفترا لحسابها وميزانا لاوتارها واسبابها فعز ذلك واعوز لخروجها عن الحصر وانفلاتها من الكلف ... واكثرها مبني على تأليف الارغن ...) يقصد بها ابن سناء العروض الخليلي لانها كما يقول هو نفسه مبنيــة على الايقـاع. وهي نفسها في المداريش الموزنة على الوزن المركب كأن تكــــون منظومة على البحر الخامس والسابع أو السابع والثامن أو ... وهذا ما نلاحظه في الموشحات أيضا، فهي مبنية (ومـن ضمنها الموزونــة على اوزان العـرب) على الإيقاع أكثر من بنائها على التفعيلة الخليلية .

الوزن: من حيث الوزن نجد ان الموشحات تستخدم نفس أسلوب الوزن السرياني وهذا الوزن يختلف عن أوزان الشعر العربي الخليلي ذات التفعيلة الواحدة، كما أن الشعر العربي لا يحتوي على دعامات متساوية كما سنجدها في الموشحات، وذلك لتدوير الإيقاع بين التفعيلات في اوزان الخليل وهذا لا يجوز في الشعر السرياني وما لا نجده في الموشحات الاصلية . 

فعلى سبيل المثال نجد ان قصيدة صفي الدين الحلي (750هـ) والتي مطلعها:

شق جيب الليل عن فجر الصباح ايها السامون
وزنها (فاعلاتن فاعلاتن فاعلان فاعلن فاعلن) هذا الوزن سوف لن تجده في أوزان الخليل الصافية . كونها موزونة على أساس الإيقاع الموسيقي كما الحال في المدراش وهي على الشكل الاتي:
6حركات + 5 حركات 5 حركات
أي الشطر 11 حركة والعجز 5 حركات
وهكذا في القصيدة الغنائية (سكن الليل) لجبران خليل جبران التي يقول فيها :
سكن الليل وفي ثوب السكون تختبي الأحلام
وسعى البدر وللبدر عيون ترصد الأيام
نجدها موزونة على وزن (فعلاتن فعلاتن فاعلان فاعلن فعلان) هذا الوزن أيضا لا تجده في الاوزان الصحيحة عند الخليل بل تجدها موزنة وبشكل صحيح كما في المدراش فوزنها (5 حركات +6 حركات في الشطر و5 حركات في العجز). وهكذا الحال في قصيدة ابن بقي (المولود سنة 1145م) والتي مطلعها :

انما يحيى سليل الكرام واجد الدنيا ومعنى الانام
نجده يستخدم الدعامة الخماسية أي 5+5+5+5 وعلى مدار القصيدة .
وهي تشبه قصيدة لانطون التكريتي (المتوفي سنة 840م) يقول فيها :
وكذا الحال لدى شاعر آخر :
ليل طويل وما معين يا قلب بعض الناس اما تلين
يستعمل أربع دعامات (4+4+6+4)
وهي تشبه قصيدة بالاي (توفي سنة 432م):

محدا دنشقه

شِنيت نوشه

فقدلا مريا

فقدلا لصِفرا

فقدلا ليونا

وهناك قصيدة تنسب لسلم الخاسر (180هـ) تتكون من مجموعة دعامات (سلم موسيقي) على وزن مستفعلن، يتكون البيت الواحد من أربع دعامات وكل دعامة من أربع حركات كما في قوله:

موسى المطر. غيث بكر. ثم انهمر.الوى المرر
كم اعتسر. ثم ابتسر. وكم قدر . ثم غفر
عدل اليسر. باقي الاثر. خير وشر . نفع وضر
خير البشر. فرع مضر . بدر بدر . والمفتخر
وهذا اللون لا نجده الا في الموروث السرياني الذي اشتهر فيه كل من نرساي (+399م) ويعقوب السروجي (+451م).وكما في المدراش الذي نيشه (بيلدى دمارن ـ ميلاد المسيح) أو كقول أو كقول نرساي (399م):

رش حَخِمتا / حِخمَت لقوشتا / دحيل بارويا
نجد ان البيت الشعري يتكون من ثلاث دعامات (بدلا من أربع) وكل دعامة تتكون من أربع حركات . أو كقول انطون التكريتي :
كَد غون يَصرَت / بلبي رِنيَت / دكنسا دناشا / من كدو شيطا / وزونا شغيشا
نجد ان البيت الشعري وكما عند سلم الخاسر يتكون من عدة دعامات وكل دعامة تحوي أربع حركات.

اما القافيـــة

فنجدها في المدراش اســوة بالموشـح تختلف من مقطع لاخر واحيانا تستعمل قافيــــة موحـــدة فـــي الدعامات الداخلية كما في موشحة ابي عبــد اللـــه محمـــد بن عبـــادة المعروف بابن قزاز :
بدرتم . شمس ضحا غصن نقا . مسك شم
ما اتم . ما اوضحا ما اورقا . ما اتم
لا جرم . من لمحا قد عشقا .قد حرم
نجد ان المقطع يتكون من دعامتين ذات ثلاث واربع حركات أي بمجموع سبع حركات وعلى وتيرة واحدة خالية من التدوير ذات قافية مقطعية . ومثل هذا الأسلوب لا نجده الا في الموروث السرياني . كما في قصيدة يعقوب السروجي (تولد 521م). يقول فيها:
قالِه دَحلين / حِزوه تميهين / رعما رهيوين / طَقسا سديرين / تَغما شويحين

## مكونات الموشح الأندلسي
وتتألف الموشحة غالبا من خمس فقرات، تسمى كل فقرة بيتا. والبيت في الموشحة ليس كالبيت في القصيدة، لأن بيت الموشحة فقرة أو جزء من الموشحة يتألف من مجموعة أشطار، لا من شطرين فقط كبيت القصيدة. وكل فقرة من فقرات الموشحة الخمس ينقسم إلى جزأين: الجزء الأول مجموعة أشطار تنتهي بقافية متحدة فيما بينها ومغايرة في الوقت نفسه للمجموعة التي تقابلها في فقرة أخرى من فقرات الموشحة. أما الجزء الثاني من جزئي بيت الموشحة، فهو شطران ـ أو أكثر ـ تتحد فيها القافية في كل الموشحة. والجزء الأول الذي تختلف فيه القافية من بيت إلى بيت يسمى غصنا، والجزء الآخر الذي تتحد قافيته في كل الموشحة، يسمى قفلا.

## أصل كلمة الموشحات
وكلمة موشح أو الموشحة مشتقة من الوشاح، وهي حلية ذات خيطين يسلك في أحدهما اللؤلؤ، وفي الآخر الجوهر، أو هو جلد عريض مرصع بالجوهر تشده المرأة بين عاتقها وكشحها. والثوب الموشح هو الثوب المزين، فالفكرة إذن هي فكرة التجميل المنوع المعتمد على التقابل، وهكذا الموشح أو الموشحة، تزدان بالقوافي المنوعة والأوزان المتعددة، ولكن مع التقابل في أجزائها المتماثلة.
وهذا نموذج لموشحة، نسوقه لكي تتضح تلك الأجزاء التي تؤلف هذا البناء الشعري، وهي لابن سهيل الإشبيلي، أحد شعراء القرن السابع الهجري:
هـل درى ظبي الحـمى أن قد حمى قلــب صــب حلــه عــن مكــنس
فـــهو فـي حـــر وخـــفــق مـثلمـــا لــعبت ريــح الصبـــا بــالقبـــس
***
يـــا بـــدورا أطلعـت يـــوم الـنوى غــرورا تسـلك فـي نــهج الغـرر
مــا لعـينــي وحـدها ذنب الهـــوى منكــم الحسن ومن عينــي النظـر
أجتنـــي بالـذات مــكـروه الجــوى والتـذاذي مــن حـبيبــي بــالفكـــر
وإذا أشــكـــوه وجــدى بــســمــــا كـالربــى والعــارض المنبجـــس
وإذ يقـيــم القطــر فيـهـــا مــأتمــا وهــي مـن بهجتهــــا فـــي عرس
***
مــن إذا أمـلـــى عـليـــه حرقـــى طـــارحتنــــي مــقلتـــاه الدنفــــا
تـركـــت ألحـــاظه مــن رمـقـــي أثــر النــمل علــى صم الصفـــا
وأنــــا أشـــكـــره فيمــــا بقـــــى لســــت ألحـــاه علـــى مــا أتلفـا
وهـــو عــندي عــادل إن ظـلمــا ونصـيحـــي نطقـه كـــالحــرس
لـــيس لي فـي الأمر حكم بعد مـا حـــل مـن نفســـي محـل النفـــس
***
غـــالب لـــي غــالب بـــالتـــؤده بأبـــي أفديــه مـن جـاف رقيـق
مـــا علمنـــا قــبل ثــغر نضـــده أقحوانــا عصــرت منه رحيــق
أخــــذت عينـــاه منــه العربـــده وفــؤادي سـكره مـــا إن يفيـــق
فـــاحم اللمــة معســــول اللمـــى ســاحر الغنـج شهــــي اللعــــس
وجــهه يتلــو الضحــى مبتسمـــا وهـو مـن إعراضــه فــي عبـس
***
أيهــا الســائل عن جرمي عليـــه لــي جــزاء الذنب وهو المذنـب
أخذت شمس الضحى من وجنتيه مشرقـا للـشمــس فـيــه مغــرب
ذهبــت دمعـــي أشـواقــي إلــيــه ولــه خــذ بلحـظـــي مــذهـــــب
يــنبـــت الورد بغســرسـي كلمـا لحـظتــه مقلتـــي فــي الخــلــس
ليــت شعــري أي شــيء حرمـا ذلـك الــورد علـــى المــغتــرس
***
أنــفدت دمعــي نــار بـي ضرام تــلتظــي فـي كــل حين ماتشــا
هــي فــي خـذيـه بــرد وســـلام وهــي ضر وحريـق في الحشا
أتـقــي منه علــى حــكم الغــرام أســــدا وردا وأهـــــواه رشـــا
قلــت لمــا أن تبــدي معــلـمــــا وهــو مــن ألحـــاظه في حرس
أيهــــا الآخـــذ قـلـبـي مغـنـمـــا اجـعــل الوصـل مكـان الخمـس

## صور ذات صلة

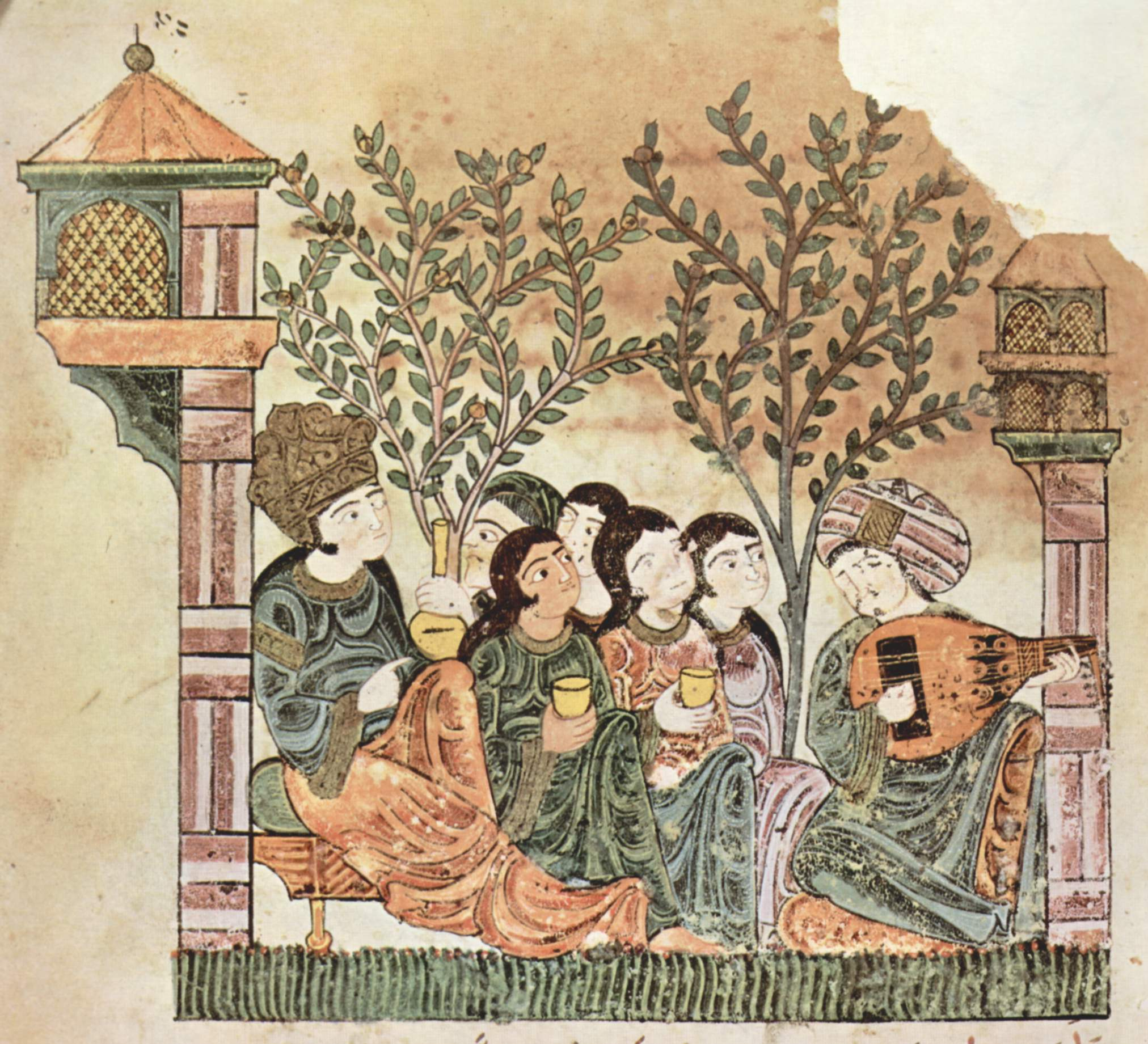
حديث بياض ورياض، من القرن الثالث عشر